# Piercia bryophilaria
Piercia bryophilaria là một loài bướm đêm trong họ Geometridae.